# 休斯維爾 (密蘇里州)
休斯維爾（英語：Hughesville）是位於美國密蘇里州佩蒂斯縣的村。

## 人口
根據2020年美國人口普查的數據，休斯維爾的面積為0.30平方千米，皆為陸地。當地共有人口150人，而人口密度為每平方千米500人。